# Notasteron lawlessi
Espèce
Notasteron lawlessi est une espèce d'araignées aranéomorphes de la famille des Zodariidae.

## Distribution
Cette espèce est endémique d'Australie. Elle se rencontre au Queensland, en Nouvelle-Galles du Sud, au Victoria, en Australie-Méridionale et au Territoire du Nord.

## Description
Le mâle holotype mesure 4,88 mm et la femelle paratype 5,48 mm.

## Étymologie
Cette espèce est nommée en l'honneur de Philip B. Lawless.

## Publication originale
- Baehr, 2005 : The generic relationships of the new endemic Australian ant spider genus Notasteron (Araneae, Zodariidae). Journal of Arachnology, vol. 33, no 2, p. 445-455 (texte intégral).